# 에무라 미사키
에무라 미사키(일본어: 江村 美咲, 1998년 11월 20일~)는 일본의 펜싱 선수로 주 종목은 사브르이다. 2020년 하계 올림픽에 참가했고 2024년 하계 올림픽에서 여자 단체전 동메달을 획득했다. 또한 2022년과 2023년 세계 선수권 대회 여자 사브르 개인전에서 우승을 차지했다. 

## 개인사
아버지인 고지는 일본 국가대표 플뢰레 펜싱 선수 출신으로 1988년 하계 올림픽에 참가했으며 어머니인 다카에는 일본 국가대표 에페 펜싱 선수 출신으로 1997년 세계 선수권 대회에 참가했다.
오빠인 쇼타로와 남동생인 료헤이도 펜싱 선수로 활동하고 있으며 료헤이는 일본 사브르 국가대표 선수이기도 하다.